# Viorica Dumitru
Viorica Dumitru (* 4. August 1946 in Bukarest) ist eine ehemalige rumänische Kanutin.

## Karriere
Viorica Dumitru, die für Dinamo Bukarest antrat, sicherte sich bei den Europameisterschaften 1967 in Duisburg ihre erste internationale Medaille, als sie im Zweier-Kajak über 500 Meter die Silbermedaille gewann. Auf der 500-Meter-Strecke des Endlaufs gelang ihr eine Rennzeit von 2:13,22 Minuten, mit der sie hinter Ljudmila Pinajewa aus der Sowjetunion und der Deutschen Renate Breuer als Drittplatzierte die Bronzemedaille gewann. Bei den Olympischen Spielen 1968 in Mexiko-Stadt nahm sie an zwei Wettkämpfen teil. Im Einer-Kajak gewann sie ihren Vorlauf, womit sie sich direkt für das Finale qualifizierte. Im Zweier-Kajak zog sie mit Valentina Serghei dank eines zweiten Platzes im Vorlauf ins Finale ein, verpasste dort aber in 1:59,17 Minuten als Vierte knapp einen weiteren Medaillengewinn.
Vier Jahre darauf ging Dumitru bei den Olympischen Spielen in München nurmehr im Zweier-Kajak an den Start. Gemeinsam mit Maria Nichiforov erreichte sie nach einem Sieg im Vorlauf das Finale und beendete dies auf dem dritten Rang. In 1:55,01 Minuten überquerten sie hinter dem sowjetischen Team und dem Zweier-Kajak aus der DDR die Ziellinie, wobei sie sich mit einem Vorsprung von nur elf Hundertstel Sekunden gegen die viertplatzierten Ungarinnen Anna Pfeffer und Katalin Hollósy durchsetzten. Nach den Spielen folgten mehrere Medaillengewinne bei Weltmeisterschaften: 1973 gewann sie in Tampere sowohl im Einer-Kajak als auch im Vierer-Kajak auf der 500-Meter-Distanz die Bronzemedaille, ein Jahr später sicherte sie sich in Mexiko-Stadt auf dieser Strecke im Zweier-Kajak Silber, während sie mit dem Vierer-Kajak den dritten Platz aus dem Vorjahr wiederholte.